# Farmer City (Illinois)
Farmer City je grad u američkoj saveznoj državi Ilinois. Prema popisu stanovništva iz 2010. u njemu je živjelo 2.037 stanovnika.